# Dúngal mac Selbaich
Dúngal mac Selbaich roi des Scots de Dál Riata de 723 à 726, et prétendant de 733 à 736 (?).

## Premier règne
Devenu roi du Dál Riata en 723 après l’abdication de son père Selbach mac Ferchair, Dúngal mac Selbaich,  surnommé « l'impétueux » par le Duan Albanach qui le crédite d'un règne de 7 ans, est pourtant chassé du trône trois ans après en 726 par Eochaid mac Echdach chef du Cenél Gabráin.
Il tente en vain de reprendre son trône à la bataille de Irros Foichnae (Ross Feochan près du Loch Awe en Argyll) en 727 à l’occasion de laquelle son père est sorti momentanément du monastère pour prendre part ! Tairpert Boitir au Kintyre place forte du Cenél nGabrain est incendiée quatre ans plus tard.

## Prétendant
Après la mort d’Eochaid en 733, et malgré la disparition de son père Selbach en 730, Dúngal tente en vain de s’imposer face au frère de d'Eochaid : Alpin mac Echdach. Les Annales d'Ulster et les Annales de Tigernach  notent ensuite, la même année, que :
« Dungal mac Selbaich profane  l'île de Torach lorsqu'il y enlève Brude (i.e le fils du roi Picte Oengus Ier) et que par la même occasion il envahit l'île de Cuienrigi ».
Selon les Annales de Tigernach la flotte de Dalriada intervient en effet en Irlande en 733 aux côtés de Flaithbhertach
Ard ri Erenn du Cenél Conaill contre son rival Áed Allán du Cenél nEógain, elle perd de nombreux hommes tués ou noyés dans la rivière Bann
En 734 Dun Leithfinn est détruite sans doute par les Pictes après la blessure de Dungal qui s'enfuit en Irlande pour échapper au pouvoir d'Oengus mac Fergus le roi des Pictes. En 736 toujours selon les Annales : « Oengus mac Fergus roi des Pictes dévaste le territoire du Dalriada prend Dunnad et brûle Creic (?), et il emprisonne deux fils de Selbach « i.e Dúngal et Feradach ». Le sort postérieur de Dúngal nous est inconnu.